# Vincenzo Tozzi

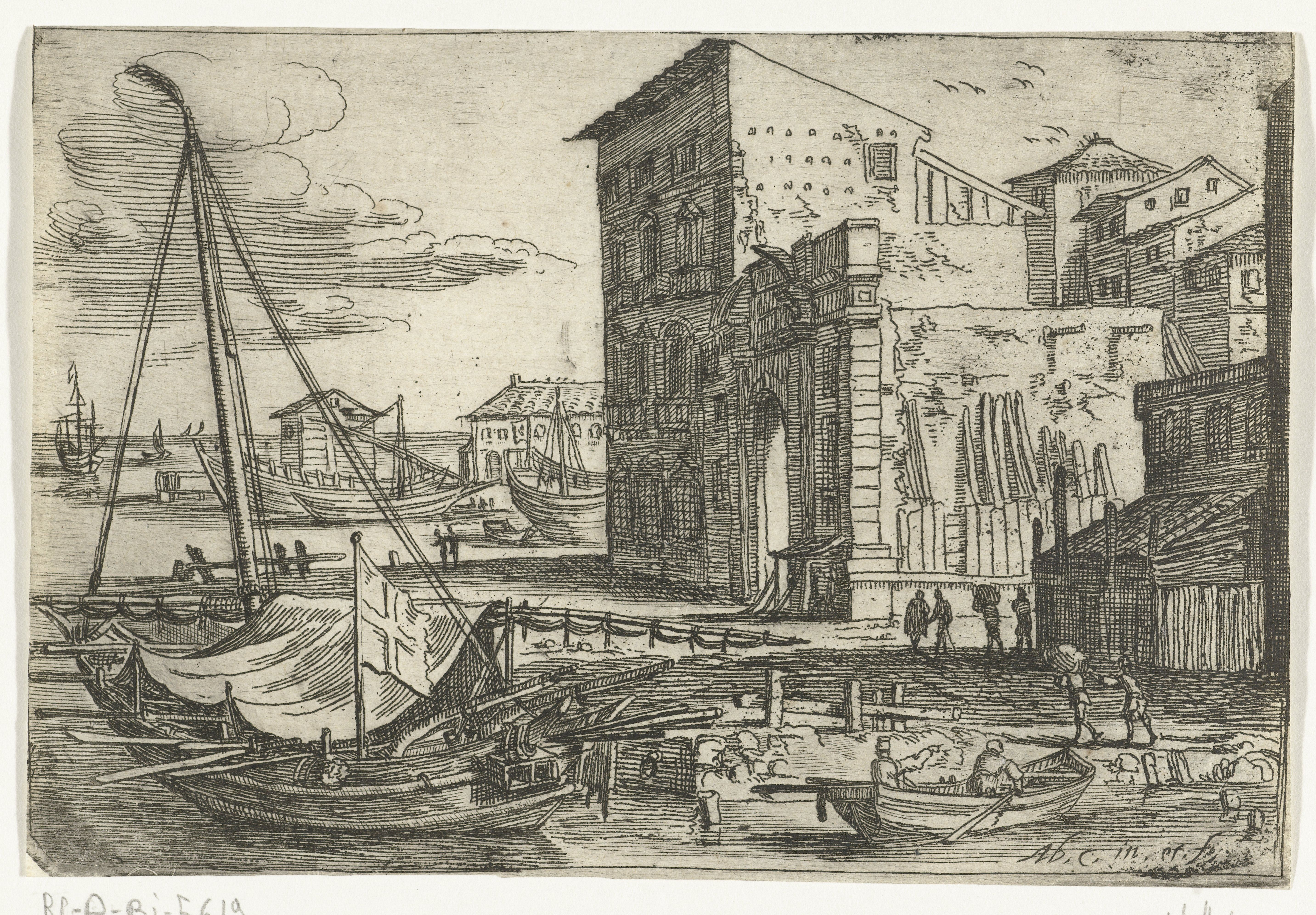
Messina, 17e eeuw

Vincenzo Tozzi (Rome, circa 1612 – Messina, 1675) was een Italiaans componist zowel van kerkelijke als profane muziek. Zijn eerste werkveld was de Romeinse Curie in de Pauselijke Staat; zijn tweede lag in Messina, een havenstad van het Spaanse koninkrijk Sicilië.

## Levensloop

### Rome
Tot 1640 had Tozzi een muzikale carrière bij de Curie. Hij was muzikant in het gevolg van Vincenzo Costaguti (1612-1660), een priester-edelman uit Genua die pas in 1643, na Tozzi’s vertrek, de kardinaalshoed kreeg. Uit zijn Romeinse periode is een verzameling motetten bekend.  

### Messina
Vanaf 1640 was Tozzi muzikant in Messina. Hij speelde zowel in de kathedraal als elders in de stad. In 1646 benoemde de senaat van Messina Tozzi tot kapelmeester van de kathedraal. Tozzi volgde een andere muzikant op met een Romeinse opleiding: Ottavio Catalani. Met dit ambt was het voorzitterschap verbonden van de Broederschap van Santa Cecilia. Het ambt van kapelmeester hield ook in dat hij les moest geven en ceremonieën in de stad muzikaal opluisteren. 
In 1649 kreeg Tozzi een olieverfportret in de kerk van San Gioacchino; dit werd verwoest tijdens de aardbeving van 1783. Tozzi componeerde in 1649 het motet O dulcissime Iesu. 
Ter gelegenheid van de geboorte van kroonprins Filips Prospero van Spanje (1657) werd er een feest in Messina gehouden, zoals elders in het Spaanse Rijk. Tozzi zette op muziek de verzen van Le gare di Natua e di Fortuna, opgesteld door Paolo Sapone. Tozzi componeerde in opdracht van markies Carlo de Gregorio, een senator in Messina. Daarnaast werkte Tozzi voor het Teatro della Munizione, waarvoor de senaat hem betaalde. In 1669 werden bijvoorbeeld intermezzi van hem opgevoerd met de titel De Pasteibakkers of I Pasticceri. Hierbij werd een liefdesintrige uitgewerkt waarbij vier gemaskerde personages op de scène stonden. Elk zong in een andere “taal”: Napolitaans, Siciliaans, Florentijns en Bolognees.
Intussen had Tozzi een boek met kerkelijke concerten afgewerkt voor twee à vijf stemmen. Hij liet het boek uitgeven in Rome en droeg het op aan verschillende senatoren van Messina (1662). Hij noemde het 'het eerste boek' doch er volgde geen tweede.
Vanaf 1671 werd het politiek onrustig in Messina. Anti-Spaans rellen braken uit. De onderkoning van Sicilië van Ligne was afkomstig uit de Spaanse Nederlanden. Prins van Ligne had moeite met de rellen te onderdrukken. Niettemin werden in het Teatro della Munizione twee opera’s ter zijner eer opgevoerd: Dori en Eliogabalo. De muziek was gecomponeerd door Tozzi, op vraag van en op kosten van de senaat. Nog in deze periode componeerde hij voor de jezuïeten Le pompe trionfali della Eucaristia (1671) en Il sacrificio incruento dell’Eucaristia (1672).
In 1674 brak er opstand uit in Messina. De Spanjaarden werden verjaagd en de Fransen deden hun intrede op vraag van de senaat. Tozzi moest het hof vermaken van de Franse hertog Louis Victor de Rochechouart, hertog van Mortemart die door de Zonnekoning was uitgeroepen tot onderkoning van Sicilië. Tozzi overleed in 1675 en maakte niet meer mee dat het Spaanse gezag hersteld werd (1678).
De oudste zoon Francesco Tozzi, een organist, volgde hem op als kapelmeester (1676). 